# Boumia
Boumia (em árabe: بومية) é uma cidade localizada na província de Batna, no noroeste da Argélia. Sua população era de 960 habitantes, em 2008.